# Paratrochosina
Paratrochosina is een geslacht van spinnen uit de familie wolfspinnen (Lycosidae).

## Soorten
De volgende soorten zijn bij het geslacht ingedeeld:
- Paratrochosina amica (Mello-Leitão, 1941)
- Paratrochosina insolita (L. Koch, 1879)
- Paratrochosina murina (Mello-Leitão, 1941)
- Paratrochosina sagittigera (Roewer, 1951)